# Kérsemjén, Szabolcs-Szatmár-Bereg
Kérsemjén  este un sat în districtul Fehérgyarmat, județul Szabolcs-Szatmár-Bereg, Ungaria, având o populație de 308 locuitori (2011). 

## Demografie
Componența etnică a satului Kérsemjén
     Maghiari (87,91%)
     Romi (12,09%)
Componența confesională a satului Kérsemjén
     Reformați (59,74%)
     Fără religie (11,04%)
     Romano-catolici (6,17%)
     Necunoscută (23,05%)
     Alte religii (0,97%)
Conform recensământului din 2011, satul Kérsemjén avea 308 locuitori. Din punct de vedere etnic, majoritatea locuitorilor (87,91%) erau maghiari, cu o minoritate de romi (12,09%).  Din punct de vedere confesional, majoritatea locuitorilor (59,74%) erau reformați, existând și minorități de persoane fără religie (11,04%) și romano-catolici (6,17%). Pentru 23,05% din locuitori nu este cunoscută apartenența confesională.